# Conte del Sacro Romano Impero
Un conte del Sacro Romano Impero era, nel Sacro Romano Impero Germanico un conte che godeva della immediatezza imperiale, ovvero era vassallo diretto dell'Imperatore e titolare di un feudo sovrano (contea o signoria); egli poteva essere ammesso nel sub-collegio elettorale dei "Conti e Signori" (non tutti i conti dell'impero erano ammessi), appartenente al Consiglio dei Principi, e come tale aveva il diritto di votare alla Dieta imperiale. 

Armoriale del Sacro Romano Impero, aquila quaternione

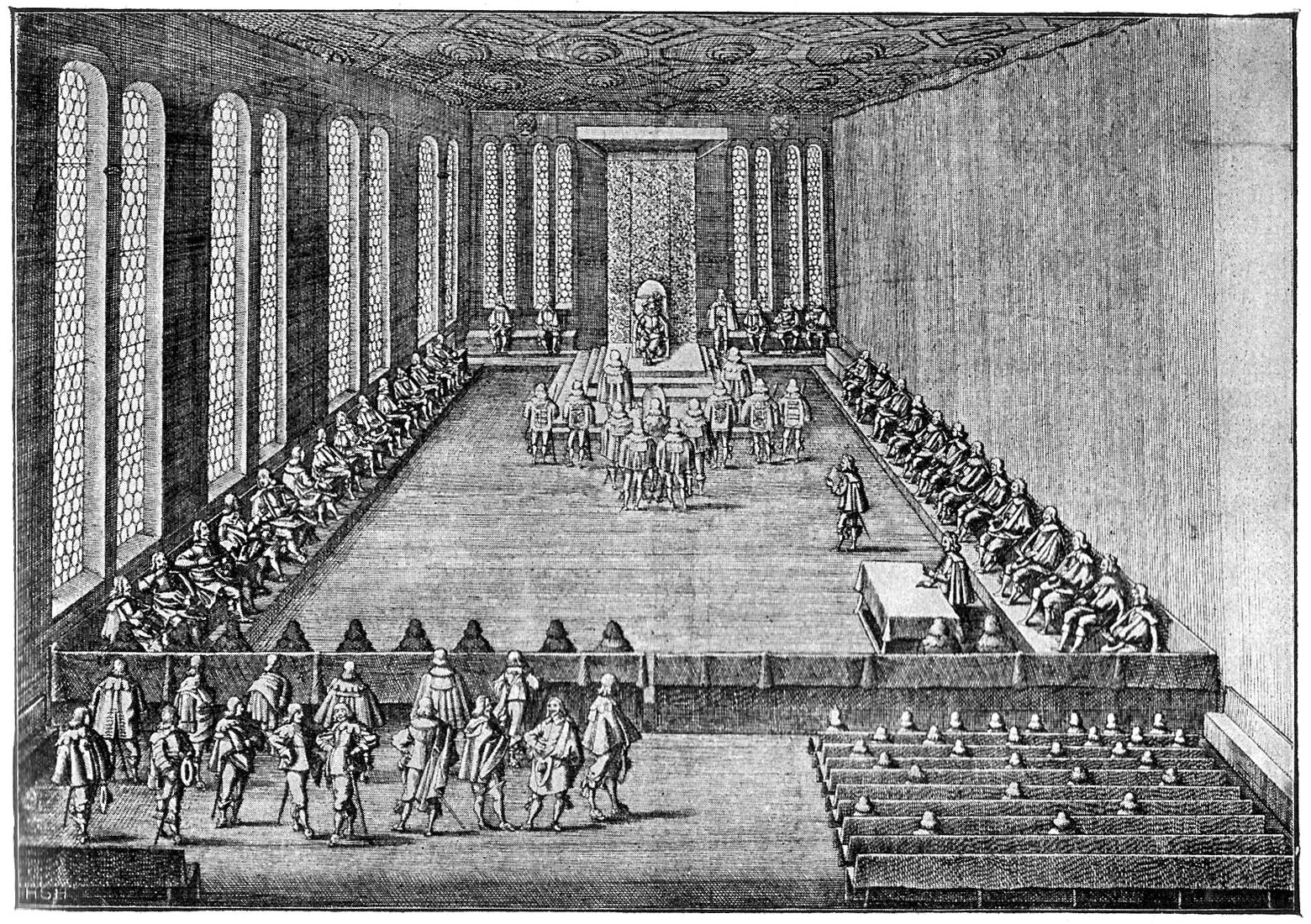
Riunione della
Dieta Imperiale Perpetua a Ratisbona nel 1640, dipinto di Matthäus Merian

Il conte imperiale (Reichsgraf in tedesco) veniva allora iscritto in uno dei quattro collegi di Wetterau, Westfalia, Franconia o Svevia ed esprimeva il proprio voto in modo collettivo con gli altri membri. Tale diritto diveniva, salvo revoca imperiale, ereditario. Tuttavia, poteva essere ammesso nel collegio anche un conte imperiale a titolo personale, cioè senza avere diritto all'ereditarietà della carica, anche in assenza di feudi sovrani, ma solo per meriti personali verso l'impero.
Per motivi ereditari potevano essere ammesse nel collegio anche famiglie titolari di feudi aventi essi stessi il diritto di voto.
Un conte che non fosse un conte imperiale aveva solo un feudo secondario o mediato (Afterlehen) ed era soggetto ad un Principe o ad un Duca, quindi privo di sovranità effettiva. Infine, dalla seconda metà del XVII secolo molte famiglie comitali furono insignite del titolo di Principe del Sacro Romano Impero, o per meriti militari o politici dimostrati per la fedeltà verso la famiglia imperiale della Casa d'Asburgo;  tali promozioni erano politicamente utili per la casa d'Austria che in tal modo faceva accedere queste famiglie, spesso fedeli alla sua politica, al voto nel collegio dei Principi, influenzandone così indirettamente le decisioni politiche adottate dal Reichstag.

## Elenco di conti del Sacro Romano Impero
Tra i conti imperiali più noti e storicamente importanti si ricordano:
- Abensberg und Traun (1656);
- Aspremont-Lynden (1623);
- Aufseß (1695);
- Bentheim (1454, 1562, 1643);
- (Schenken von) Castell (1205), ammessi nel collegio con voto dal 1773;
- Cirksena Rietberg (1599-1758);
- Concini von Penna (von Contzin); conti non sovrani
- Degenfeld Schomburg (1716);
- Eltz (1733);
- Erbach (1423);
- Fugger (1526);
- Giech (1726);
- Gräfeneck;
- Grävenitz;
- Hallberg;
- Harrach (1627);
- Hatzfeld (1627);
- Henneberg;
- Hohenems, fino al 1712;
- Hohenlohe;
- Ingelheim (1737);
- Isenburg;
- Kaunitz;
- Khevenhüller (1737);
- Kirchberg Farnrode (1715);
- Königsegg (1629); due linee
- Küfstein (1709); voto personale
- Leiningen, nelle due branche di Hardenburg e di Westerburg, ammesse nel collegio di Wetterau;
- Leyen (1711);
- Limburg Stirum (1644);
- Lippe (1681);
- Löwenstein (1611);
- Manderscheid (1488-1780);
- Merode (1622);
- Metternich (1695);
- Montfort, fino al 1780, poi passato all'Austria;
- Nassau-Weilburg dal 26 settembre 1366 (precedentemente, semplicemente Graf), poi principi ammessi nel collegio di Wetterau;
- Nassau-Usingen, principi aventi voto nel collegio di Wetterau;
- Nassau-Saarbrücken, principi aventi voto nel collegio di Wetterau;
- Neipperg, dal 1792;
- Nesselrode (1705);
- Novelli (1694); non sovrani
- Nostitz (1692);
- Öttingen;
- Orsini-Rosenberg (1681)
- Ottenbach de Ruberti (1547) non sovrani
- Ortenburg, ammessi nel collegio di Wetterau;
- Pappenheim (1742), non ammessi nel collegio;
- Platen (1709);
- Plettenberg (1724);
- Pückler (1690);
- Rantzau sovrani fino al 1730
- Rechberg (1738);
- Reuss, ammessi nel collegio di Wetterau dal 1673 fino al 1778 quando divengono principi;
- Salm, Wildgravi e Rheingravi, ammessi nel collegio di Wetterau;
- Sayn und Wittgenstein, ammessi nel collegio di Wetterau fino al 1792, quando sono elevati a principi;
- Schönborn (1682);
- Schlitz von Goertz (1739);
- Solms (1627), nel collegio di Wetterau;
- Stadion (1708);
- Stolberg, ammessi nel collegio di Wetterau;
- Tabili (1492);
- Tirolo e Vorarlberg come dominio della corona austriaca; contea principesca
- Törring (1472);
- Waldbott (1610);
- Waldburg;
- Wallerstein, riammessi dal 1774;
- Wied (1595);
- Windisch Grätz (1628);
- Würmbrand Stuppach (1726).

Conti contribuenti ammessi con voto personale (Personaliststimm) alla Dieta imperiale:
- Rechberg-Rothenlöwen
- Orsini-Rosenberg
- Starhemberg
- Giech
- Grävenitz
- Würmbrand
- Khevenhüller
- Küfstein
- Colloredo
- Pückler
- Windisch Graetz
- Harrach
- Sternberg
- Neipperg
- Waldstein

Tra le contee ammesse nel collegio dei conti dell'impero si ricordano:
- Anholt (Vestfalia)
- Crichingen (Lorena): dal 1765 ammessa al voto dei conti di Wetterau
- Diepholz (Vestfalia)
- Eberstein (Svevia)
- Gehmen (Vestfalia)
- Gimborn (Vestfalia)
- Gronsfeld (Vestfalia)
- Hallermund (Vestfalia)
- Holtzapfel (Vestfalia)
- Hoya (Vestfalia)
- Kerpen e Lommersum (Vestfalia)
- Klettgau (Svevia)
- Limpurg (Franconia): in condominio ereditario
- Oldenburg (Vestfalia)
- Pyrmont (Vestfalia)
- Reckheim (Vestfalia)
- Reichenstein (Vestfalia)
- Rheineck (Vestfalia)
- Rieneck (Franconia)
- Saffenburg (Vestfalia)
- Sayn-Altenkirchen (Vestfalia)
- Sayn-Hachenburg (Vestfalia)
- Schleiden (Vestfalia)
- Spiegelberg (Vestfalia)
- Tecklenburg (Vestfalia)
- Winneburg (Vestfalia)
- Wittem e Eyss (Vestfalia)
- Wolfstein (Franconia)

ELENCO DEI PRINCIPI- CONTI DELL'IMPERO
- Auersperg (1664), signori di Thengen
- Fuerstenberg (1667), conti di Heiligenberg in Svevia
- Hatzfeldt-Trachenberg (1748), signori di Crottorf e Gleichen
- Hohenems (1625-1759), signori di Lustenau in Austria
- Hohenlohe-Waldenburg-Bartenstein (1744)
- Hohenzollern-Hechingen (1692)
- Hohenzollern-Sigmaringen (1634)
- Isenburg-Birstein (1744)
- Liechtenstein (1719), signori di Schellenberg e Vaduz
- Lippe-Detmold (personale dal 1720, ereditario dal 1780)
- Lobkowitz (1653), signori di Sternstein e Neustadt in Baviera
- Loewenstein-Wertheim-Rochefort (1711), signori di Saffenburg
- Mansfeldt (1711-1780), signori di Boernstedt
- Nassau-Orange, stadholder della Repubblica delle Sette Province Unite, conti di Dietz
- Nassau-Weilburg (1682)
- Nassau Usingen (1682)
- Nassau-Saarbruecken (1735-99), conti di Lahn
- Oettingen- Spielberg (1734)
- Salm-Salm (1738), signori di Ahaus
- Salm-Kyrburg (1742)
- Schwarzburg-Arnstadt (1709-1762)
- Schwarzburg-Ebeleben (1681)
- Schwarzburg-Rudolstadt (1697)
- Schwarzburg-Sondershausen (1697)
- Schwarzenberg (1670), langravi di Klettgau e signori di Gimborn (-1782)
- Solms-Braunfels (1742), conti di Greiffenstein
- Stolberg-Werningerode (1742)
- Thurn und Taxis (1695), senza feudi
- Trautson (1711-1760)
- Waldeck und Pyrmont (1682)

Un elenco più approfondito può essere trovato nelle voci Stati del Sacro Romano Impero e Partecipanti alla Dieta dell'Impero nel 1792.